# Dicranella leptoneura
Dicranella leptoneura là một loài rêu trong họ Dicranaceae. Loài này được Dixon mô tả khoa học đầu tiên năm 1937.